# Лупіни (Мазовецьке воєводство)
Лупіни (пол. Łupiny) — село в Польщі, у гміні Вішнев Седлецького повіту Мазовецького воєводства.
Населення — 298 осіб (2011).
У 1975-1998 роках село належало до Седлецького воєводства.

## Демографія
Демографічна структура станом на 31 березня 2011 року:
|          | Загалом | Допрацездатний вік | Працездатний вік | Постпрацездатний вік |
| -------- | ------- | ------------------ | ---------------- | -------------------- |
| Чоловіки | 158     | 44                 | 96               | 18                   |
| Жінки    | 140     | 34                 | 63               | 43                   |
| Разом    | 298     | 78                 | 159              | 61                   |